# Băutura mareșalului

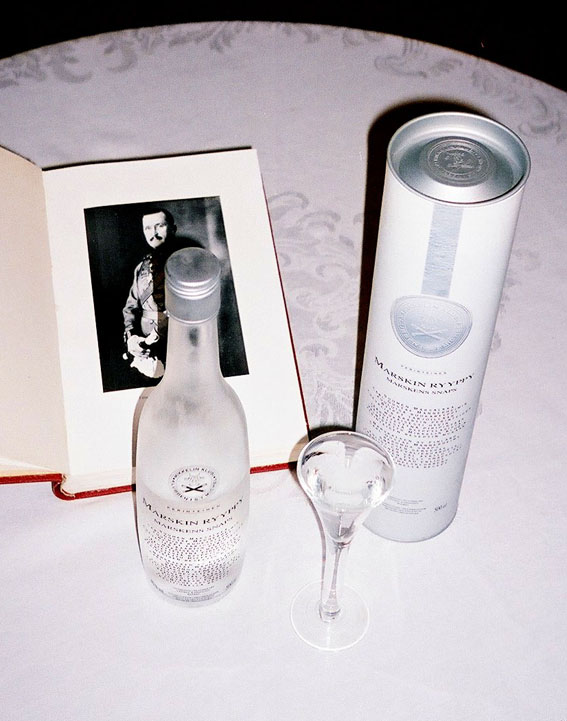
O sticlă de Marskin ryyppy

Marskin ryyppy (lit. „băutura mareșalului”) este o băutură alcoolică care se bea dintr-o singură înghițitură. Băutura a fost numită după Carl Gustaf Emil Mannerheim, mareșal al Finlandei și cel de al 6-lea președinte. După cum este menționat în toate sursele, este necesar ca paharul să fie umplut ochi (până la punctul în care tensiunea superficială păstrează parte din băutură în pahar); apoi conținutul paharului trebuie băut fără ca băutura să se reverse. Se spune că această manieră de a consuma băutura își are originea în obiceiurile Gărzii Cavalerilor Rusiei Imperiale, unde Mannerheim a servit; fiecare persoană avea dreptul la un shot de vodcă pe zi, unitate de măsură care permitea în același timp distribuirea egală a aceleiași  cantități maxime  admise. În timpul celui de Al Doilea Război Mondial, când centrul de comandă era localizat în Mikkeli, Mareșalul a păstrat acest obicei .
Băutura Mareșalului trebuie servită rece ca gheața.

## Origine
Inițial, băutura a fost creată de adjutantul Ragnar Grönvall după ce mareșalul i-ar fi cerut acestuia să facă ceva în legătură cu gustul oribil al vodcăi de calitate inferioară disponibilă pe timpul Războiului de Continuare - jatkosota. Scopul era să diminueze gustul vodcăi ieftine prin adăugarea unor ingrediente mai scumpe, deci implicit de o mai bună calitate. Mannerheim a povestit o experiență personală legată de Marskin ryyppy, dintr-un restaurant parizian, unde lua cina cu câțiva prieteni ruși. Ei ar fi comandat o sticlă de vodcă și clasicile pahare mici de shot, însă au fost refuzați, spunându-li-se că acest obicei barbar nu este compatibil cu bucătăria franțuzească și că gustul vodcăi distruge savoarea preparatelor. Deoarece nu a fost posibil să servească băutura în restaurant, Mannerheim și prietenii săi au fost nevoiți să o comande la bar .

## Ingrediente
Ingredientele băuturii au făcut subiectul dezbaterilor în ultimii 50 de ani , iar cele inițiale nu mai sunt disponibile la momentul de față. Conform unor surse, se spune că băutura ar fi făcută din:
- 1 litru de akvavit marca Rajamäki, 2 cL dry vermut francez  și 1 cL gin.
- Alko's Etiketti -revistă: 500 mL Extra brand akvavit, 500 mL Pöytäviina brand brännvin, 20 mL Noilly Prat vermut și 10 mL gin.
- Cartea lui Taru Stenvall Marski ja hänen hovinsa („Marșalul și nobilii săi”) (1955): 1 litru de akvavit marca Rajamäki, 20 mL vermut și 20 mL gin. (În primele două ediții ale cărții a fost menționată și o cantitate 10 mL de akvavit.)
- Juomanlaskija -revistă (5/2000): 500 mL dry alcool, 20 mL vermut dulce și 10 mL gin.

## Marca
Marca Marskin ryyppy a aparținut clubului Mikkelin Klubi pentru o perioadă îndelungată de timp. În 1995 ei au acordat dreptul de a produce Marskin ryyppy firmei engleze Allied Domecq, care prin intermediul Lignell & Piispanen au început producția în Kuopio, Finlanda. În noiembrie 2005 Mikkelin Klubi a anunțat că au vândut marca unui producător internațional Pernod Ricard. Detaliile exacte ale tranzacției nu au fost făcute public, dar s-a vehiculat o sumă de "milioane de mărci finlandeze".